# Tabakschwärmer

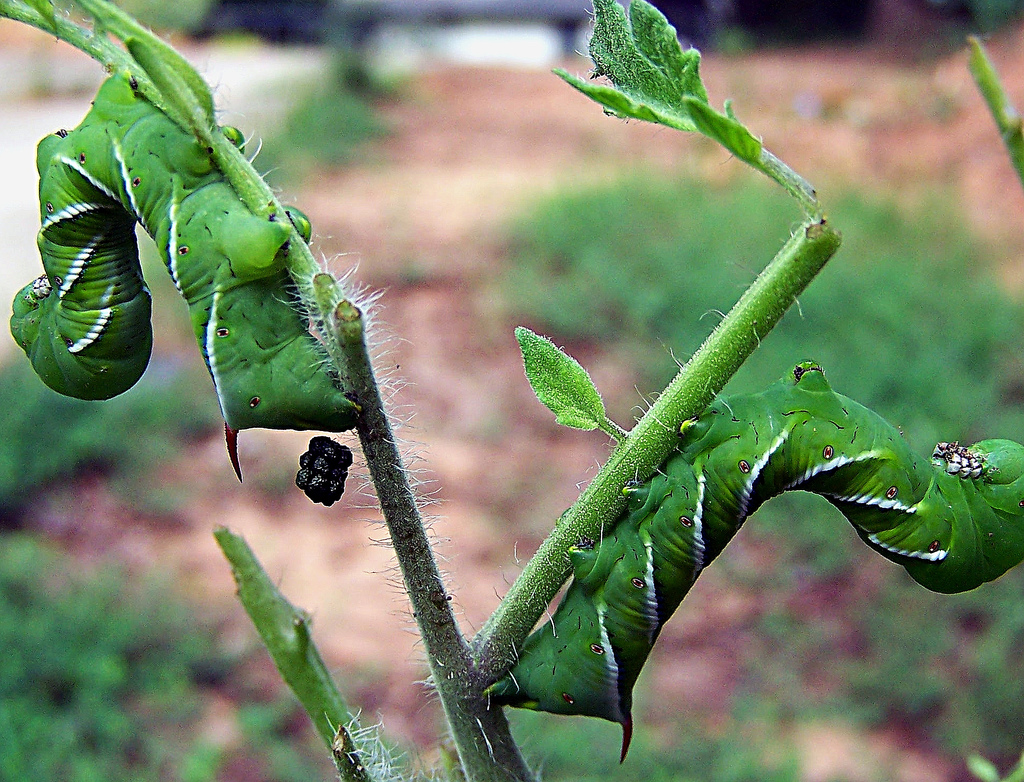
Raupen des Tabakschwärmers

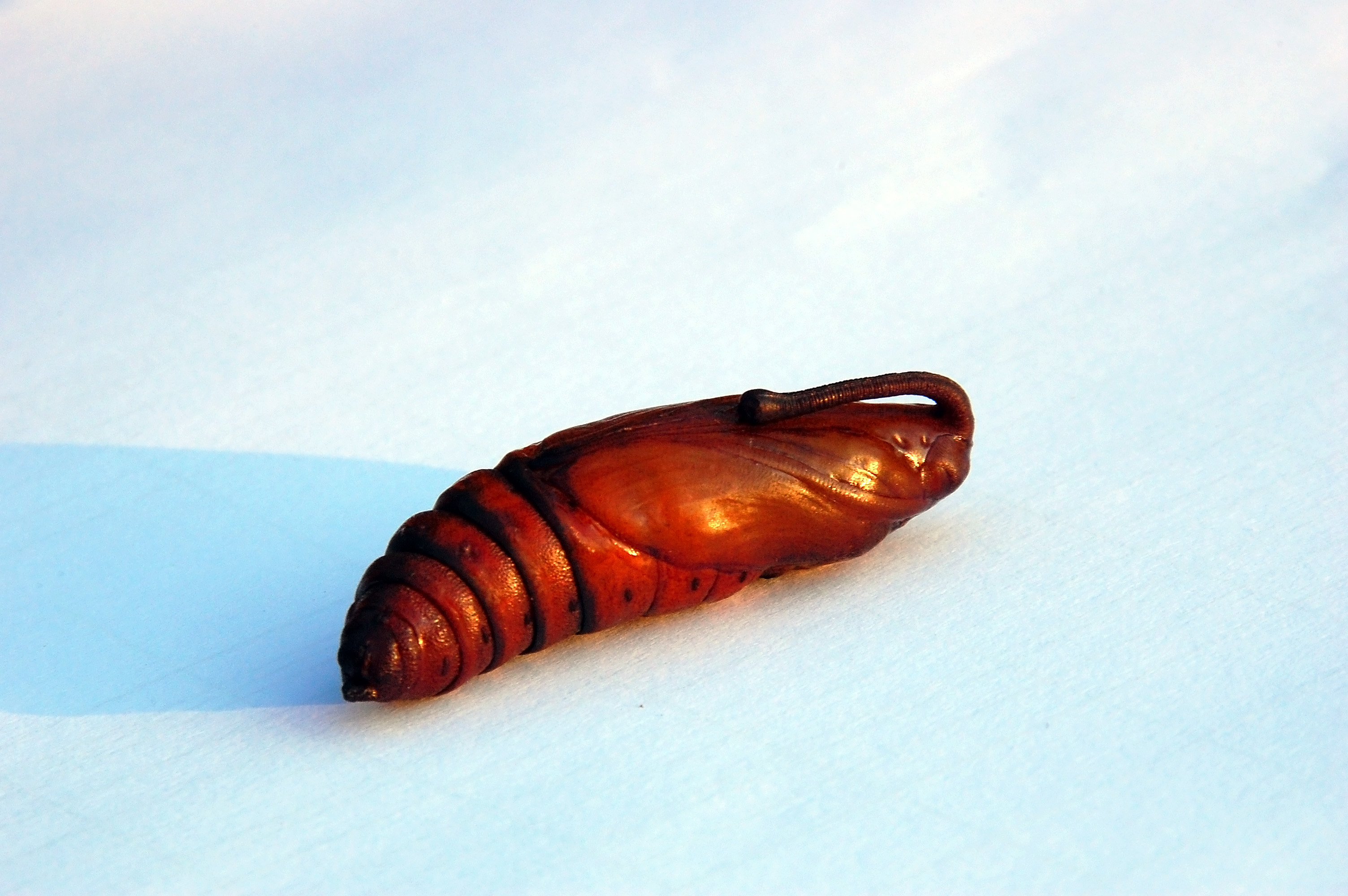
Puppe des Tabakschwärmers

Der Tabakschwärmer (Manduca sexta) ist ein Schmetterling (Nachtfalter) aus der Familie der Schwärmer (Sphingidae). Zur Namensgebung siehe unter Nahrungsaufnahme.

## Merkmale
Die Falter haben braun gemusterte Vorderflügel; auf ihren Hinterflügeln befinden sich abwechselnd helle und braune Binden, die ineinander fließen. Der Hinterleib (Abdomen) ist braun, die Seiten jedes Segments sind gelb und nach vorn dunkel abgeschlossen. Die Männchen haben deutlich breitere Fühler als die Weibchen.
Die kugeligen, ca. 1 Millimeter im Durchmesser messenden Eier sind transparent-grün. Die Raupen werden ca. 70 Millimeter lang. Sie sind grün gefärbt und weisen an den Seiten sieben helle Streifen, ähnlich den Raupen des Totenkopfschwärmers, (Acherontia atropos) auf.

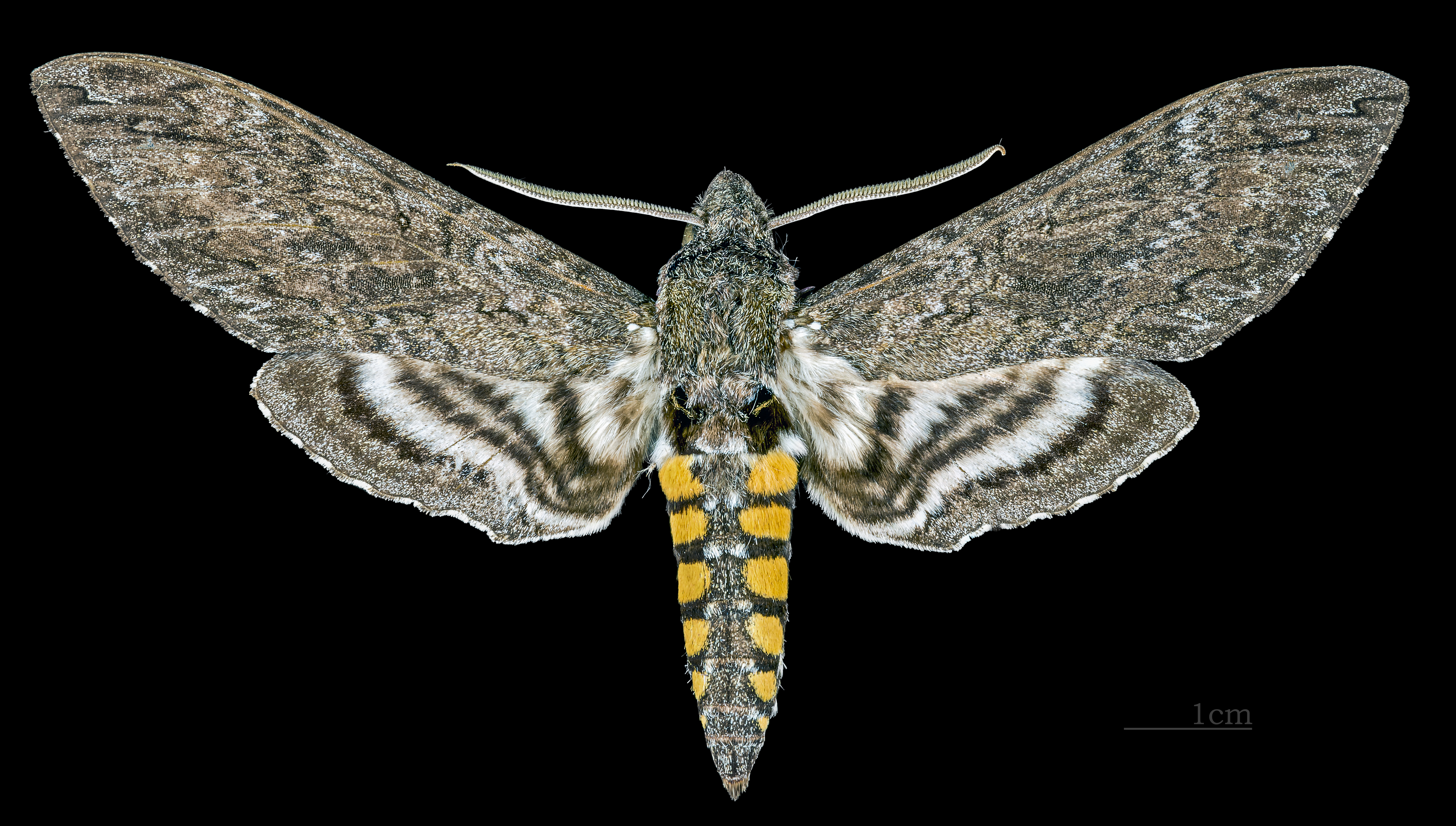
♂
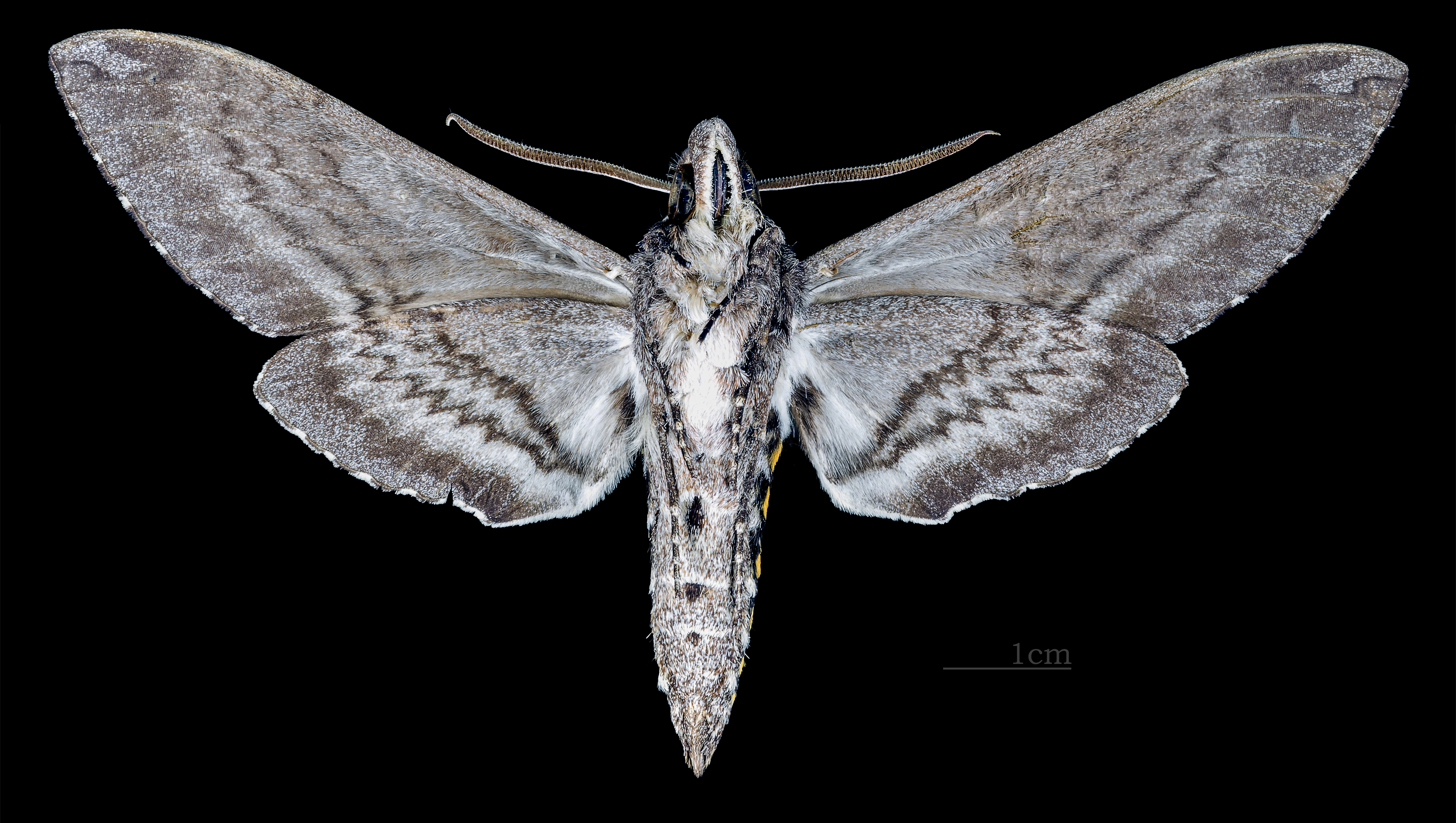
♂ △
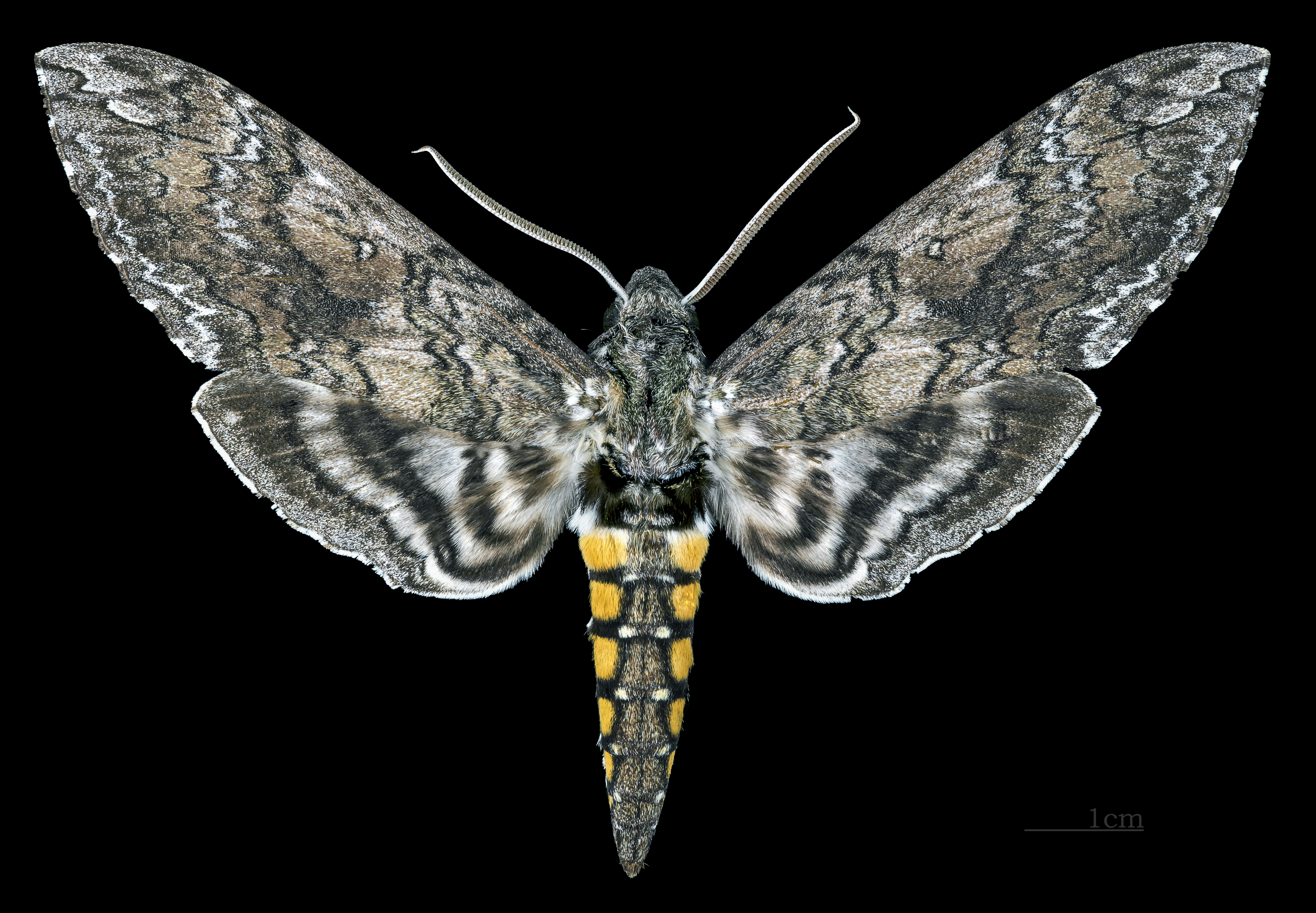
♀
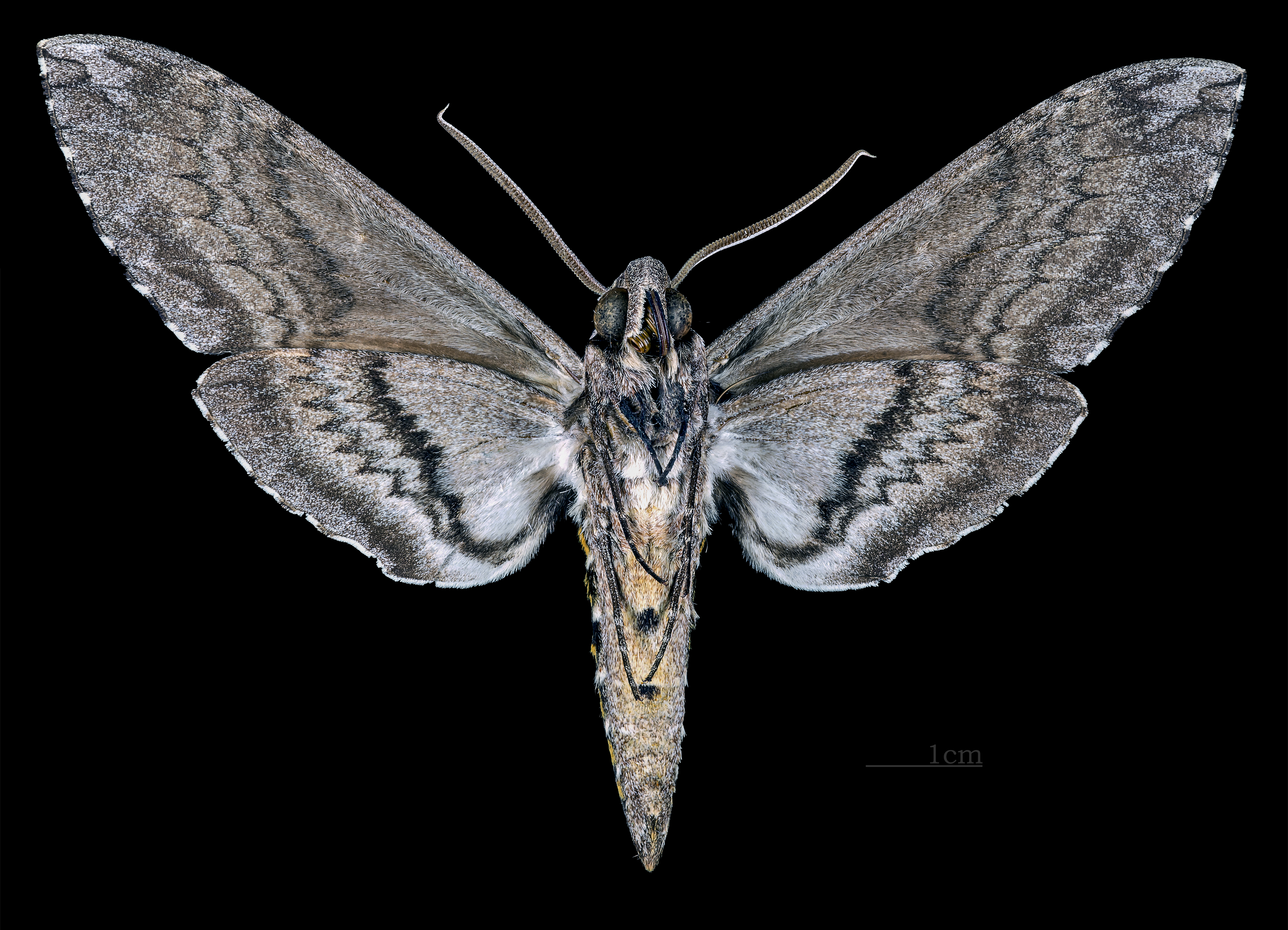
♀ △

### Ähnliche Arten
- Manduca quinquemaculata

## Vorkommen
Die Falter kommen in weiten Teilen Nord- und Südamerikas vor.

## Lebensweise
Die nachtaktiven Falter saugen Nektar von Blüten und können wie alle Schwärmer auf der Stelle fliegen. Sie haben eine Lebenserwartung von 30 bis 50 Tagen.

### Nahrungsaufnahme
Die Raupen ernähren sich schwerpunktmäßig von Nachtschattengewächsen (Solanaceae), vor allem von denjenigen der Unterfamilie Nicotianoideae. Insbesondere verspeisen sie die Blätter von Tabakpflanzen (Nicotiana spec.). Sie vertragen das darin enthaltene Nikotin und können es im Körper anreichern, was sie für Fressfeinde ungenießbar macht („Pharmakophagie“). Außerdem ernähren sie sich von den Nachtschattengewächsen Stechapfel (Datura wrightii), Tomate (Solanum lycopersicum), Aubergine (Solanum melongena) und Paprika (Capsicum annuum). Aber sie befallen auch Gemsenhorngewächse (Martyniaceae) wie beispielsweise die Art Proboscidea parviflora. Die genannten Pflanzen dienen nicht nur den Raupen als Lebensgrundlage, die adulten Schwärmer ernähren sich außerdem von deren Nektar. Die Imagines können außerdem durch olfaktorisches Lernen andere Pflanzen als Nahrungsquelle erschließen. Insbesondere bei den in Arizona vorkommenden Schwärmern ist hier Agave palmerii anzuführen. Diese eigentlich an Fledermäuse adaptierte Agave wird von den Schwärmern als Nahrungsquelle genutzt, wenn D. wrightii noch nicht ausreichend vorkommt.
Mit bis zu 1,4 ml haben die Larven des größten Larvalstadiums (L5) ein vergleichbares Darmvolumen wie eine Maus.

## Paarung und Entwicklung
Die Weibchen paaren sich nur einmal, die Männchen können sich mehrmals paaren. Die Paarung findet nachts am Boden statt und kann mehrere Stunden dauern. Das Weibchen legt danach seine Eier meist an der Unterseite der Blätter der Futterpflanzen ab. Zwei bis vier Tage nach dem Legen schlüpfen die Raupen. Nach fünf Raupenstadien verpuppen sie sich im Erdboden. Die Puppenphase dauert im Idealfall bei 17 Stunden Tageslicht ca. 18 Tage, bei einer Tagesdauer von weniger als 12 Stunden können die Puppen in eine mehrmonatige Diapause übergehen.

## Natürliche Feinde
Es gibt eine Reihe von parasitisch lebenden Brackwespen, wie z. B. die der Gattung Cotesia, deren Larven sich in den Raupen der Schwärmer entwickeln. Dabei können zahlreiche Brackwespenlarven gleichzeitig eine Raupe befallen. Nach der Verpuppung der Wespenlarven ist die tote Raupe mit deren weißen Kokons übersät.

## Modellorganismus
Die Larven von M. sexta werden bis zu 10 cm lang und erreichen ein Gewicht von bis zu 20 g. Aufgrund ihrer Größe werden sie als alternative Tiermodelle für medizinische Bildgebende Verfahren wie Computertomographie, Magnetresonanztomographie oder Positronen-Emissions-Tomographie verwendet. Forscher um den Wissenschaftler Anton Windfelder haben die Larven von M. sexta als alternatives Tiermodell für chronisch entzündliche Darmerkrankungen und als Tiermodell zur Erprobung neuer Kontrastmittel für die Radiologie etabliert.

## Wissenswertes
Die Falter und Raupen sind in der Neurobiologie Modellorganismen zur Erforschung des Nervensystems, da sie einfach zu züchten und die inneren Organe auf Grund ihrer Größe einfach zu präparieren sind. M. sexta ist einer der ersten Insekten, deren Verdauungssystem hochauflösend mittels Mikro-CT analysiert wurde. Der quantitative 3D-Darmatlas ist öffentlich einsehbar. Qualitativ hochwertige Videoanimationen können heruntergeladen werden.
Im Max-Planck-Institut für chemische Ökologie haben Forscher eine erstaunliche Strategie von Tabakpflanzen in Verbindung mit Manduca sexta entdeckt:
Während sich die wilden Tabakpflanzen normalerweise gegen Fressfeinde verteidigen, indem sie die Nikotin-Produktion ankurbeln, reagieren sie beim Befall durch die Raupe des Tabakschwärmers nicht so. Offensichtlich erkennen diese Pflanzen die Falter-Raupe an ihrem Speichel und versuchen nicht, sie zu vertreiben, was letztlich sowohl der Pflanze durch die Bestäubung mittels des adulten Falters als auch dem Falter selbst und seinen Nachkommen zugutekommt.

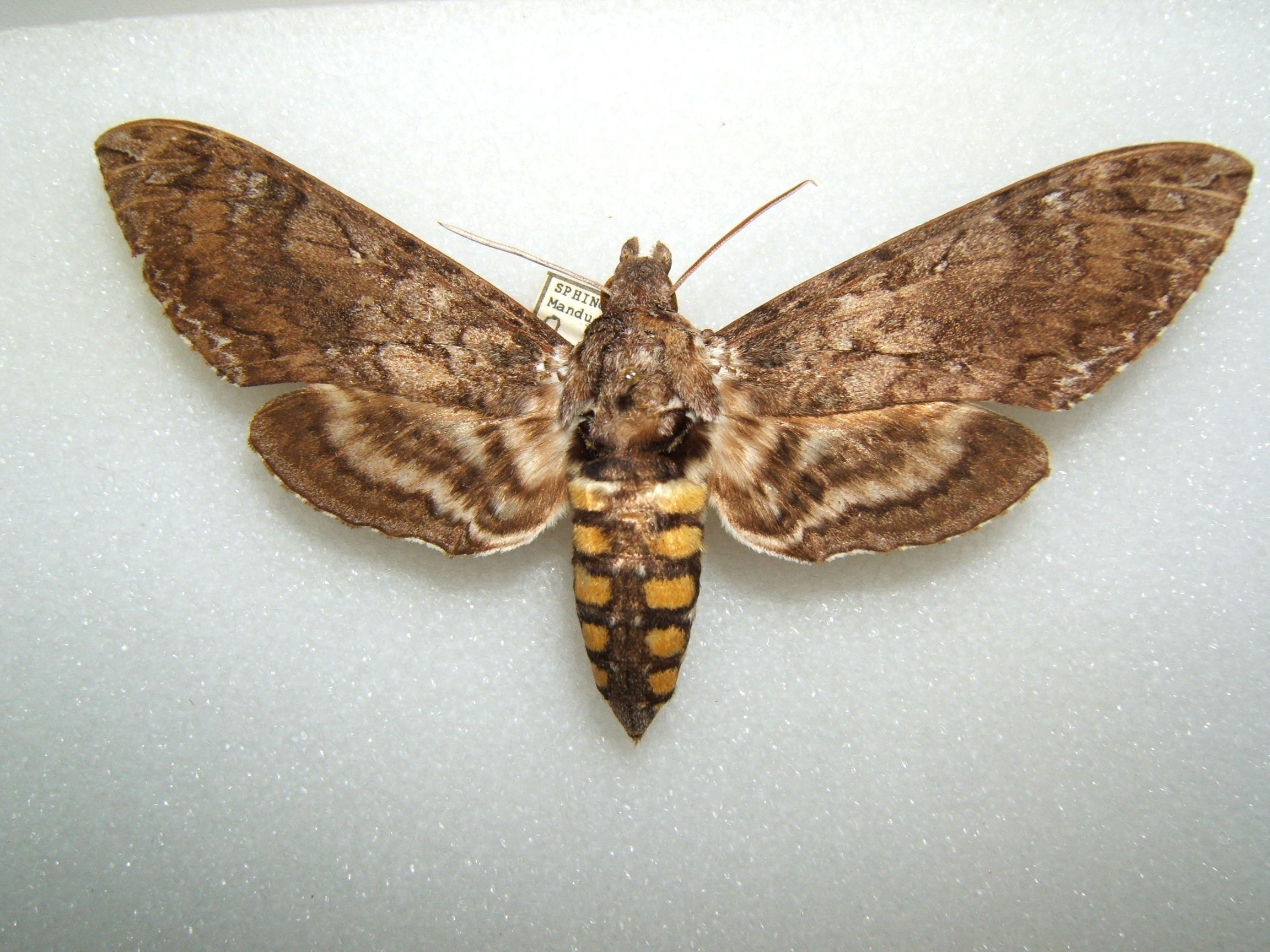
Weibchen des Tabakschwärmers
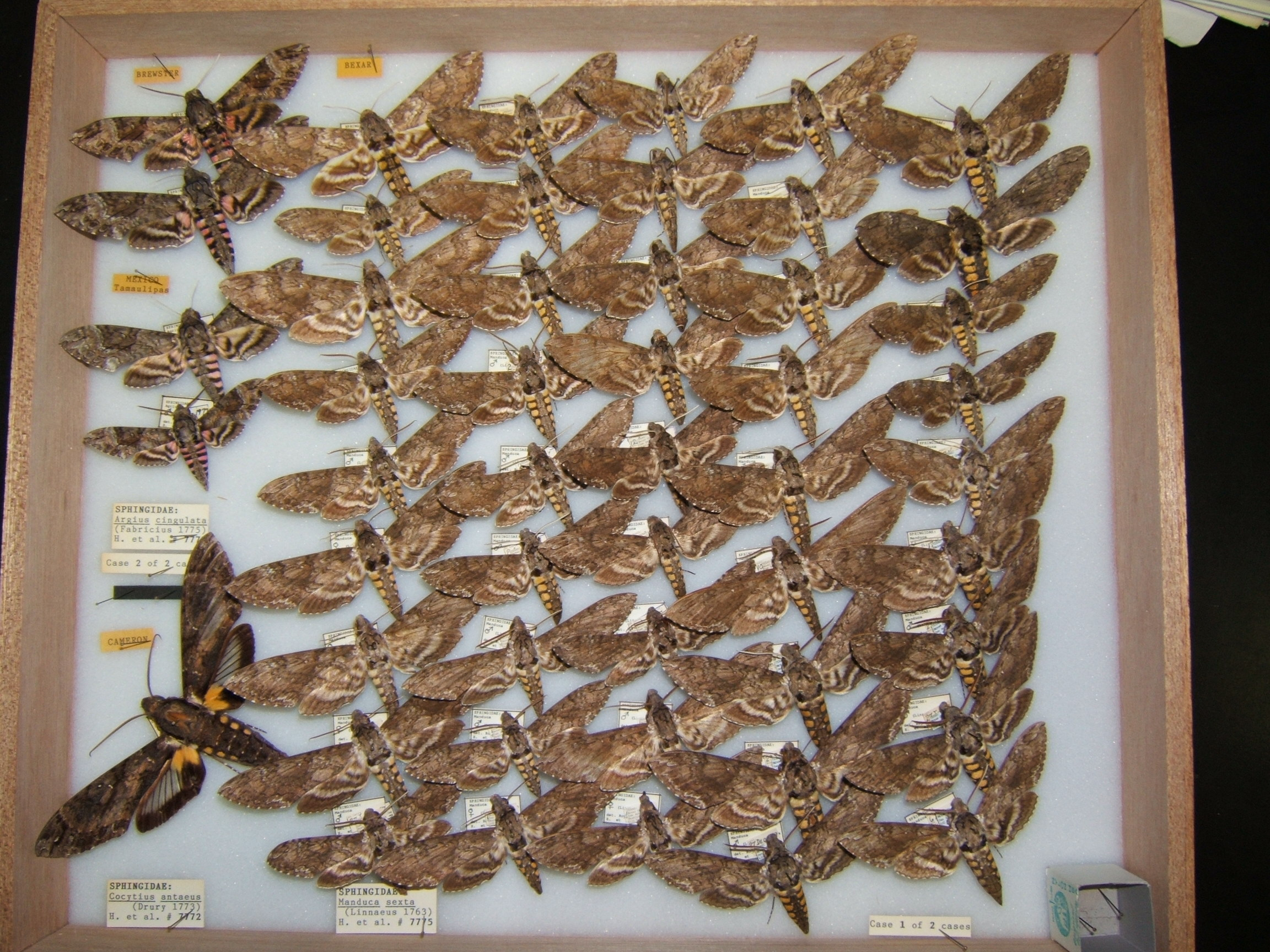
Färbungsvarianten